# Église Notre-Dame de Stephansfeld
L'église Notre-Dame de Stephansfeld est un monument historique situé à Brumath, dans le département français du Bas-Rhin.

## Localisation
Ce bâtiment est situé stephansfeld à Brumath.

## Historique
L'édifice fait l'objet d'une inscription au titre des monuments historiques depuis 1965.